# رينيه مرسيليا
رينيه مرسيليا (بالفرنسية: René Marsiglia) هو مدرب كرة قدم ولاعب كرة قدم فرنسي في مركز الدفاع، ولد في 17 سبتمبر 1959 في أوباغن في فرنسا، وتوفي في 25 سبتمبر 2016 في كاني سور مير في فرنسا بسبب سرطان. لعب مع نادي أميان ونادي بولون ونادي تولون ونادي لانس ونادي ليل ونادي نيس.

## وصلات خارجية
- هذه المقالة غير مرتبط بويكي بيانات